# Mandônio
Mandônio (português brasileiro) ou Mandónio (português europeu) (m. 205 a.C.) foi um chefe tribal dos ausetanos durante a invasão romana da Hispânia.

## História
Apesar das muitas lendas que colocam como irmão de Indíbil, é pouco provável que este tenha sido o caso. Apesar disto, não é impossível que ambos tenham sido aparentados através do casamento da irmã de um com o outro. Em 206 a.C., os dois se revoltaram contra a República Romana depois que o governador da província, o jovem Cipião Africano, seguiu para o norte da África para enfrentar os cartagineses. Foi derrotado pelos novos governadores, Lúcio Cornélio Lêntulo e Lúcio Mânlio Acidino no ano seguinte. Apesar de ter conseguido escapar da batalha, foi traído por seus subordinados e entregue aos romanos para ser crucificado.